# Schlaraffia
Schlaraffia (od Schlaraffenland, bajecznego kraju obżartuchów i próżniaków) – niemieckie stowarzyszenie paramasońskie powstałe w Pradze w 1859 r., skupiające „jednakowo myślących mężów, których celem jest pielęgnowanie humoru i sztuki według określonych form i przy przestrzeganiu pewnego ceremoniału, i których główną zasadą jest przyjaź”. Zbliżone charakterem do organizacji skautowskich oraz Templariuszy Dobrych. W 1938 r. na terenie Polski istniały cztery loże Schlaraffii.